# Inaciolândia
Inaciolândia là một đô thị thuộc bang Goiás, Brasil. Đô thị này có diện tích 688,398 km², dân số năm 2007 là 5447 người, mật độ 7,9 người/km².